# Sayad (Azerbaigian)
Sayad è un comune dell'Azerbaigian situato nel distretto di Xaçmaz. Conta una popolazione di 1 247 abitanti.